# Leonid Shcherbakov
Pour les articles homonymes, voir Chtcherbakov.
Leonid Shcherbakov (en russe : Леонид Михайлович Щербаков, Leonid Mikhaïlovitch Chtcherbakov), né le 7 avril 1927 à Olebino et mort le 19 mai 2004 à Moscou, est un athlète soviétique spécialiste du triple saut. Médaillé d'argent aux Jeux olympiques de 1952 à Helsinki, il a détenu le record du monde de 1953 à 1955 avec la marque de 16,23 m.

## Biographie
Leonid Shcherbakov a travaillé à Cuba dans les années 70 et a entraîné l'un des plus grands triple sauteurs cubains de l'histoire, à savoir Pedro Pérez qui a établi le record du monde de l'épreuve le 5 août 1971 avec un saut à 17,40 m.
Leonid Shcherbakov a aussi entraîné en Algérie dans les années 80 et a notamment compté parmi ses élèves, le recordman d'Algérie du triple saut Saad Said.

## Palmarès

### Jeux olympiques
- Jeux olympiques d'été de 1952 à Helsinki  Finlande:
  -  Médaille d'argent en triple saut.

### Championnats d'Europe
- Championnats d'Europe d'athlétisme 1950 à Bruxelles  Belgique
  -  Médaille d'or en triple saut.
- Championnats d'Europe d'athlétisme 1954 à Berne  Suisse
  -  Médaille d'or en triple saut.